# Lycosa pavlovi
Lycosa pavlovi är en spindelart som beskrevs av Schenkel 1953. Lycosa pavlovi ingår i släktet Lycosa och familjen vargspindlar. Inga underarter finns listade i Catalogue of Life.